# Kościół Narodzenia Najświętszej Maryi Panny w Łęgu
Kościół Narodzenia Najświętszej Maryi Panny w Łęgu – rzymskokatolicki kościół parafialny w Łęgu w województwie pomorskim, w powiecie chojnickim, w gminie Czersk, zbudowany ok. 1887 r. w stylu neogotyckim.

## Architektura

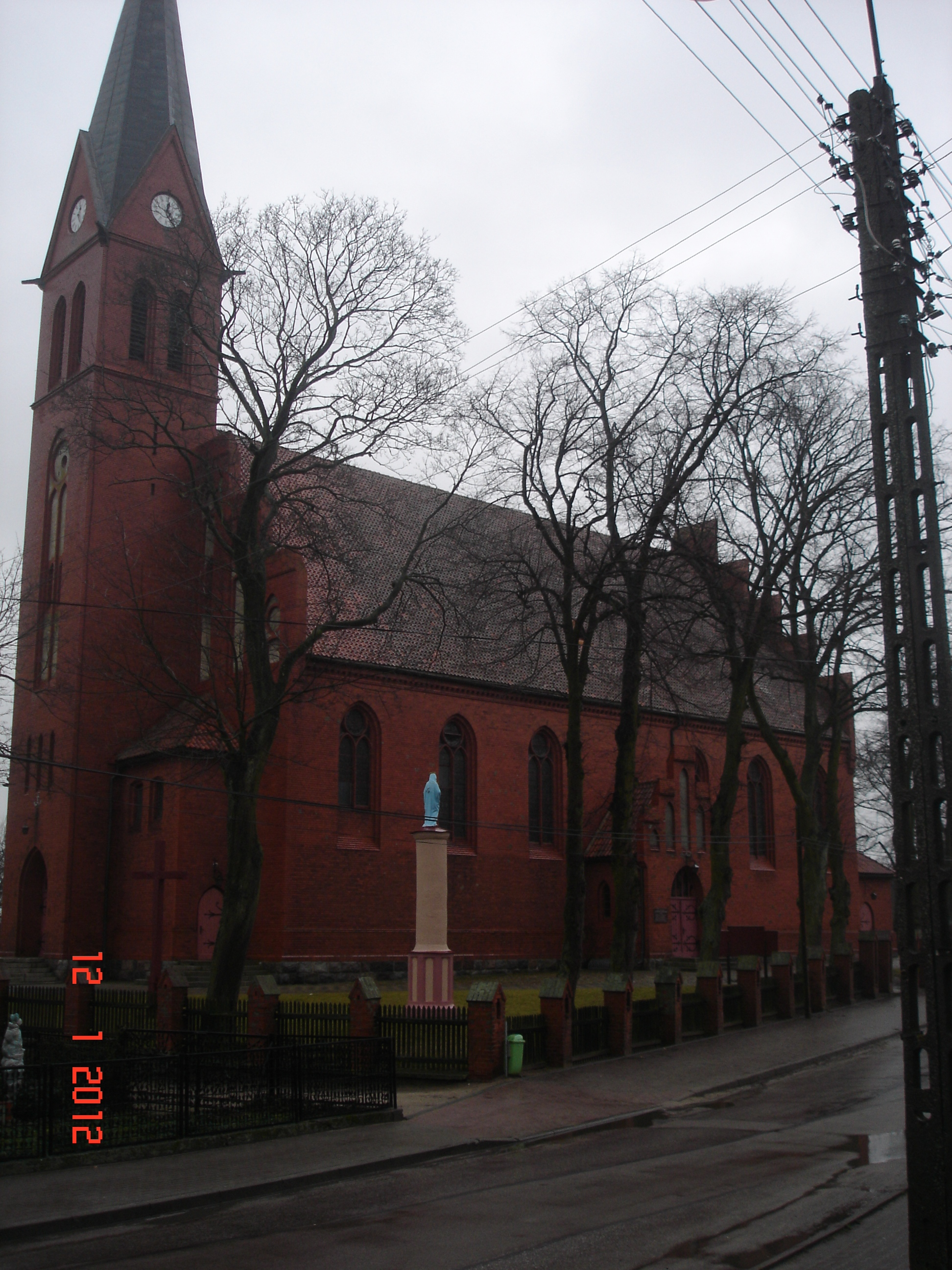
Kościół Narodzenia Najświętszej Maryi Panny w Łęgu

Kościół zbudowany staraniem ks. Augustyna Worzałły w latach 1885-1887 na miejscu kościoła drewnianego (wzmiankowanego w latach 1584 i 1664); równocześnie zastąpił on drewniany kościół z 1716 r., który znajdował się na miejscu dzisiejszego cmentarza.
Kościół, zlokalizowany w centrum wsi, jest zbudowany w kształcie krzyża w stylu neogotyckim. Świątynia jest orientowana. Jest to okazała budowla, jednonawowa, o sześciu przęsłach, z węższym i krótkim, trójkątnie zamkniętym prezbiterium. Kościół kryty jest dachem dwuspadowym o sklepieniu kolebkowo-krzyżowym. Wysoka wieża została zwieńczona szczycikami i ośmioboczną iglicą, która jest pokryta łupkiem. Na wieży umieszczony jest zegar.

### Wnętrze

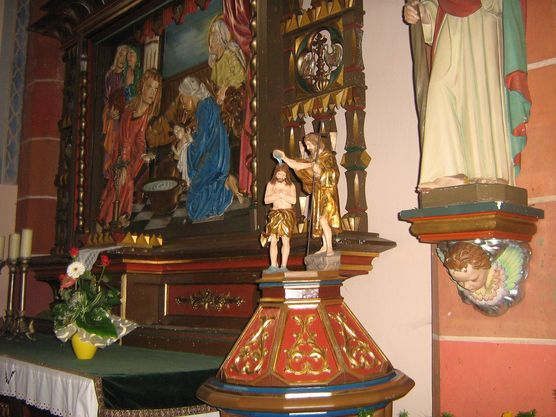
Chrzcielnica z figurą chrztu Jezusa i ołtarz Narodzenia Najświętszej Maryi Panny w Łęgu

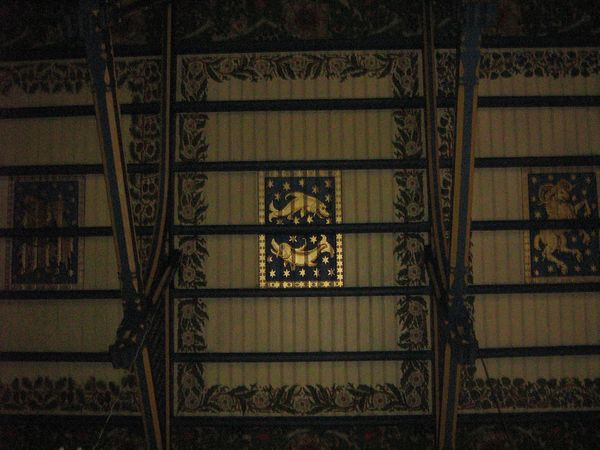
Znaki zodiaku na sklepieniu kościoła NNMP w Łęgu

Wnętrze kościoła pokryte jest neogotycką polichromią z lat 1912–1914. Sprzęty i wyposażenie kościoła mają pochodzić rzekomo z Moguncji. Nad prezbiterium umieszczono belkę tęczową z 1914 roku, na której znajdują się płaskorzeźby 12 apostołów, a nad nimi figury Jezusa na krzyżu i Maryi z Marią Magdaleną pod krzyżem. Droga krzyżowa z 1905 roku składa się z czternastu stacji stanowiących wielobarwną płaskorzeźbę z drewna bukowego. W kościele znajduje się feretron neogotycki z końca XIX wieku z obrazem Matki Boskiej Różańcowej zdobiony srebrną, późnobarokową sukienką z około połowy XVIII wieku z cechą imienną – L.
Na uwagę zasługuje też chrzcielnica z 1887 r. z rzeźba przedstawiającą chrzest Jezusa w Jordanie oraz sklepienie świątyni na którym wymalowano dwanaście znaków zodiaku.
W kościele znajdują się cztery ołtarze: główny, dwa po bokach prezbiterium i jeden w kaplicy bocznej.

### Ołtarz główny

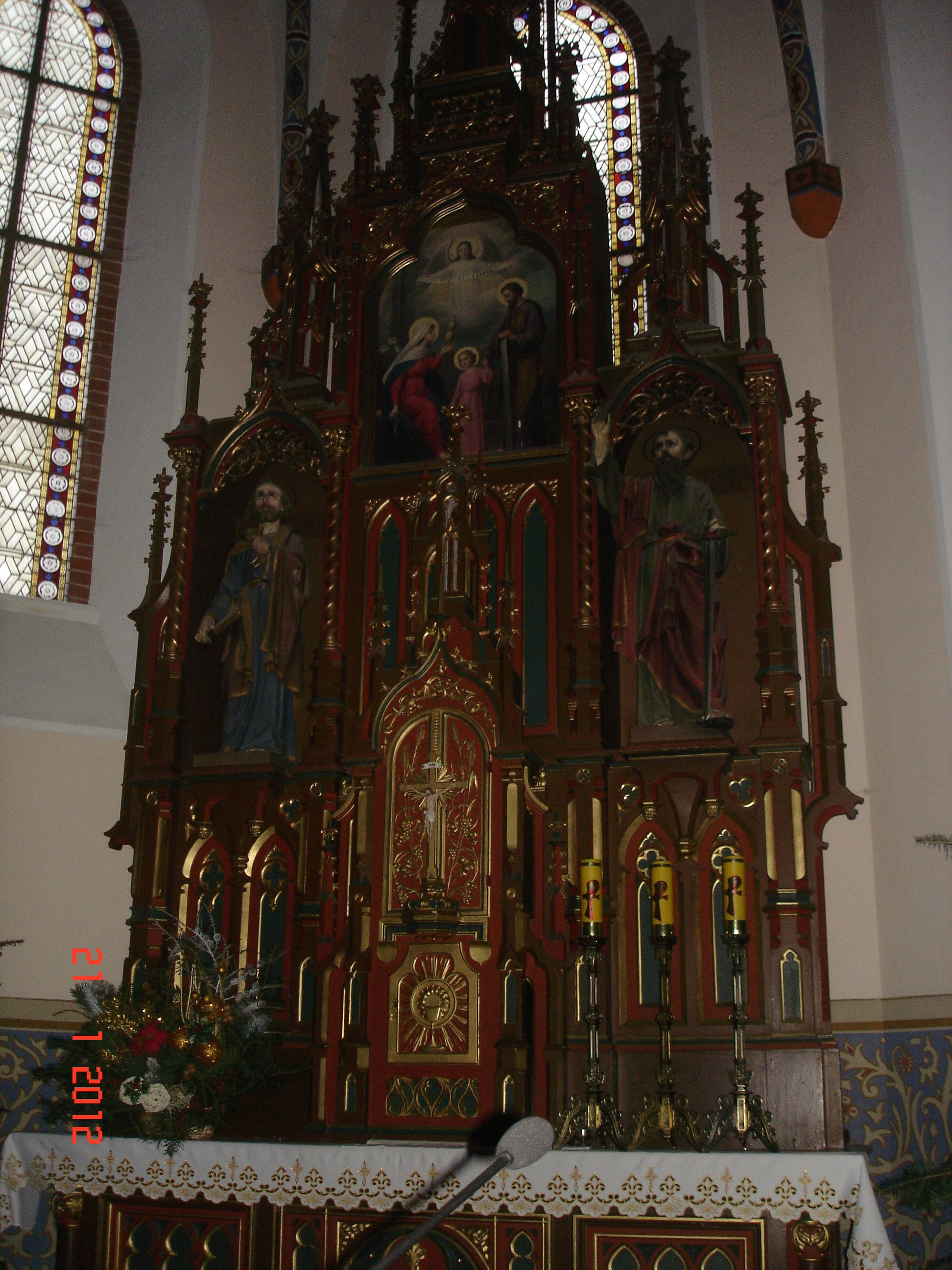
Ołtarz główny

Ołtarz główny to ołtarz z nastawą dwukondygnacyjną. Na pierwszej kondygnacji, po bokach tabernakulum – nad którym umieszczono szafkę na monstrancję – znajdują się rzeźby św. Piotra i Pawła. Na drugiej kondygnacji znajduje się odsłaniany, późnobarokowy obraz Matki Boskiej Łaskawej. Według ikonografii jest to kopia obrazu Matki Boskiej Śnieżnej. Obraz jest malowany na desce, pochodzi z XVIII wieku i był odnawiany w latach 1907 i 1972. Na obrazie jest srebrna sukienka z końca XVIII wieku, trybowana w motywy kwiatowe. Według wierzeń oraz opowiadanych i spisanych historii obraz ten uchodzi za cudowny. Zasłonę tego obrazu stanowi obraz Świętej Rodziny opadający podczas odsłaniania. Ołtarz konsekrowany był wraz z kościołem 3 lipca 1910 roku.

## Ołtarze boczne i kaplica
Na prawo od prezbiterium znajduje się neogotycki ołtarz Serca Pana Jezusa. Znajduje się na nim figura Jezusa, po boku której umieszczono płaskorzeźby św. Stanisława Kostki i św. Teresy od Dzieciątka Jezus. Ołtarz wybudowano w 1928 roku. Nad ołtarzem znajduje się polichromia przedstawiająca obraz ze sceną Przemienienia Pańskiego (jeden z odpustów parafii).
Na lewo od prezbiterium znajduje się ołtarz Narodzenia Najświętszej Maryi Panny (tytuł kościoła), płaskorzeźba przedstawiająca narodziny Maryi, konsekrowany w 1956 roku. Nad nim polichromia Matki Boskiej Różańcowej zawieszonej nad łąkami z wizerunkiem kościoła.
Naprzeciw bocznej kruchty, nad którą znajduje się malowidło św. Rocha, znajduje się kaplica, w której umieszczono ołtarz objawienia Matki Boskiej z Lourdes. W kaplicy znajdują się cztery witraże przedstawiające sceny z życia Maryi. Zostały one odrestaurowane w 2010 roku. Nad kaplicą widnieje polichromia św. Małgorzaty Szkockiej.

## Parafia
Parafia założona została w II połowie XIV wieku. Od XVI wieku do 1859 była to filia parafii w Czersku. Wikariuszem parafii w Łęgu był biskup pelpliński Jan Bernard Szlaga.
Proboszczem od 20 sierpnia 2023 r. jest ks.Lesław Idzik.
Miejscowości przynależne do parafii: Będźmierowice, Gotelp, Kęsza, Łąg-Kolonia, Klonowice, Jastrzębie, Lipki Dolne, Lipki Górne, Nowe Prusy, Stare Prusy, Przyjaźnia, Wądoły, Szałamaje, Szyszkowiec, Zawada, Złe Mięso, Zimne Zdroje.
Odpust – Narodzenia NMP – niedziela po 8 września, Przemienienia Pańskiego - niedziela po 6 sierpnia.